# Уніон Тітус Петанж
«Уніон Тітус Петанж» (фр. Union Titus Pétange) — футбольний клуб з Люксембурга, що базується в місті Петанж на південному заході країни.

## Історія
«Уніон Тітус Петанж» був заснований 29 квітня 2015 року в результаті об'єднання двох команд другого дивізіону країни — «Петанж» та «Тітус» (Ламаделен).
У дебютному для себе сезоні 2015/16 клуб посів друге місце в Дивізіоні Пошани і вийшов у Національний дивізіон, вищу люксембурзьку лігу.
У першому сезоні в еліті (2016/17) «Уніон Тітус Петанж» посів 6 місце, після чого закінчував сезони на 9 і 8 позиції відповідно.
У сезоні 2019/20 клуб посів 4 місце і вперше в своїй нетривалій історії вийшов до єврокубків, потрапивши до першого раунду кваліфікації Ліги Європи.

## Виступи у єврокубках
| Сезон   | Турнір      | Раунд | Суперник          | Вдома | В гостях | Загалом |
| ------- | ----------- | ----- | ----------------- | ----- | -------- | ------- |
| 2020/21 | Ліга Європи | 1Р    | Лінкольн Ред Імпс | Н/Д   | 0–2      | Н/Д     |

## Стадіон
Клуб проводить свої домашні ігри на Муніципальному стадіоні в Петанжі, який вміщує 2400 глядачів.

## Співпраця
У лютому 2016 року клуб оголосив, що підписав партнерство з португальським клубом «Віторія» (Гімарайнш). Співпраця між двома клубами спрямована на «передачу знань та досвіду на спортивному рівні» та «обмін гравцями та тренерами з Люксембургу та Португалії», як заявив президент «Віторії» Жуліу Мендеш.